# ギャング対Gメン
『ギャング対Gメン』（ギャングたいジーメン）は、1962年公開の日本映画。鶴田浩二主演、深作欣二監督。東映東京撮影所製作、東映配給。
深作にとって6作目の監督作品。カラーフィルム82分、画面アスペクト比は2.35:1（東映スコープ）。併映『お坊主天狗』（佐々木康監督、片岡千恵蔵主演）。

## ストーリー
港で、刑事の死体がクレーンに吊るされる事件が発生する。警察は繁華街を支配するギャング・三立興業のしわざと見込むが、証拠がなく、手出しができなかった。ベテラン刑事・尾形は、三立興業の元幹部で、嫌がらせを受けて運送店を閉めたばかりの東島（とうじま）、酒場を立ち退かされた前田など、かつて自身が更生させた元ギャングたちを集め、そこに暴力事件を起こした刑事・野口を加え、ニセの新興ギャング組織を仕立ててのゲリラ捜査「Gメン作戦」を計画した。かたき討ちのために東島を殺しにやって来た黒木が成り行きで仲間に加わったほか、東島の異母弟・修が東島の忠告に逆らい、ひそかに三立興業に潜入した。
三立興業のボス・辰村は、捜査をやめさせるため、東島の婚約者・明子を人質に取り、さらにはスパイと見破った修を殺害する。東島たちがひるまず捜査を続けた結果、三立興業の資金源はニセ洋酒の密造であることが明らかになり、密造酒工場となっていた港の倉庫を突き止めた。しかしGメンの1人・五郎の裏切りにより、倉庫にたどり着いた東島たちは、三立興業の子分たちに囲まれ、爆薬を仕掛けた倉庫の一室に閉じ込められてしまう。口封じのため三立興業に撃たれた五郎は改心し、瀕死状態で倉庫の鍵を開けたすえ絶命。東島たちは脱出に成功する。
東島たちと三立興業は銃撃戦となり、Gメンはひとり、またひとりと命を奪われていく。東島たちは倉庫に残された密造酒を使った火炎瓶を発案して危機を脱し、到着した警官隊の助力もあって辰村を倒した。

## キャスト
- 東島量次：鶴田浩二
- 黒木雅夫：梅宮辰夫
- 梶修：千葉真一
- 水野明子：佐久間良子
- 石原五郎：曽根晴美
- 野口雄一：織本順吉
- 松島守：砂塚秀夫
- ナオミ：沢たまき
- 藤川警部：神田隆
- 尾形刑事：加藤嘉
- 前田丈治：富田仲次郎
- 村上善男：春日俊二
- 島津政治：沢彰謙
- 谷本寅彦：安藤三男
- （役名なし）：八名信夫
- 佐倉佐一：小林重四郎
- 鈴本組親分：山口勇
- （役名なし）：三重街恒二
- （役名なし）：久地明
- クラブ「夜の城」のマスター：片山滉
- （役名なし）：河合絃司
- （役名なし）：秋山敏
- 辰村重吾：丹波哲郎

## スタッフ
- 監督：深作欣二
- 脚本：但島栄
- 企画：岡田茂、矢部恒
- 撮影：山沢義一
- 録音：岩田廣一
- 照明：銀屋謙蔵
- 美術：北川弘
- 音楽：河辺公一
- 編集：鈴木寛
- 助監督：小山幹夫

## 製作経緯

### 企画
企画は当時の東映東京撮影所（東撮）所長・岡田茂（のち、東映社長）。東撮製作のプログラムピクチャーに「ギャング路線」を導入しつつあった岡田が、オールスターキャストによる和製ギャング映画を製作すべく、脚本家の村尾昭に、当時日本でも放映されていたアメリカ合衆国のテレビドラマ「『アンタッチャブル』をまねて脚本を書け」と指示を出した。

### 脚本
村尾昭は鶴田浩二がかねて目にかけていた脚本家で、「ギャング路線」のために岡田が日活から東映に誘った井上梅次監督の『暗黒街最後の日』（1962年10月12日公開）の脚本の下書きをした人物であった。岡田はこのことを鶴田から聞き、本作の脚本に抜擢した。当時、村尾は大映にいたため、「但島栄」の変名を用いて、指示通り『アンタッチャブル』にそっくりの脚本を書いた。
岡田はのちに大映から村尾を引き抜き、「ギャング路線」の脚本を数本書かせたあと、東映任侠路線の先駆けとなった「日本侠客伝シリーズ」や、「博徒シリーズ」の脚本に村尾を抜擢している（前者は笠原和夫とともに）。

### 撮影・編集
監督・深作の前作『誇り高き挑戦』は、評論家筋の評価は高かったものの、興行的に当たらなかったために、会社上層部の深作個人に対する評価は低かった。そのため深作は東映をクビになるかもしれないと考えていた。そこへ岡田が深作を呼んで「お前、もっとドンパチをやれ。ドンパチやらないからいけないんだ」ともっと通俗性の高い映画の製作を命じ、「これをやれ」と本作の脚本を示した。しかし『アンタッチャブル』の舞台をそのまま日本に置き換えた内容のために、密造酒が作られたり、暴力組織壊滅のため警察が元ギャングを雇ったりするなど、日本であり得ない設定が多く生じていたため、深作は「やりたくない」と抵抗した。岡田はびくともせず、「とりあえずやれ」と無理往生に押し付けた。深作はこれ以降、村尾の脚本は1本も撮らなかった。
深作は、編集の際、芝居が嘘っぱちに見えるシーンを嘘がバレないうちにと大胆に切った。初号試写で「長さは何ぼや」と問うた岡田に深作が「8000フィート」と答えると、岡田は「7200ぐらいにしか見えへん。こんなに短かったらオールスターものにならへんやないか」と機嫌を損ねた。その後の本社試写会では、現代劇で同社比最高の満足度を示す統計が出た。

## 評価
- 三島由紀夫は、岡田と親しく[11][12]よく東映の試写室に来ていて[13]、本作の試写にも来て出来を褒めた[1]。後年深作が三島の戯曲『黒蜥蜴』を監督したとき、三島に「あなたが『ギャング対Gメン』を褒めてくれたんで、首が助かった」と言ったら「そうですか、面白かったですよ」と言われたという[1]。
- 深作は『キネマ旬報』で江藤文夫から初めて褒められた、と回想している[1]。また渡辺武信も先の「岡田が『7200にしか見えない』と言ったのは、映画がそれだけテンポが速くまた快く、歯切れが良いという紛れもない賞賛である」と評している[10]。
- 本作のシーンは、佐久間良子が何発も殴りつけられる[2]、縛られて動けなくなっている千葉真一に至近距離から銃弾が何発もぶち込まれる[2]など暴力描写が過激で、朝日新聞[いつ?]に「残酷で見るに耐えない」と書かれ、深作はこの批評記事を見た自身の母親から批判されたという[1]。佐久間と深作の仕事は本作のみとなったが、深作は佐久間に体を張らせたにもかかわらずシーンを切り過ぎたことが原因になったのではないかと回想している[1]。
- 本作はヒットし[10]、落ちかけていた深作に対する会社側の信頼はこれで盛り返した[9][10]。